# Eka, Lista
Eka är en herrgård i Lista socken, Eskilstuna kommun, inte långt från Hjälmaren.
Herrgården tillhörde redan i början av 1600-talet släkten Ribbing. Av gårdens byggnader är den ena flygeln, färdigställd 1630 den äldsta bevarade. Svante Ribbing var då ägare till gården. Huvudbyggnaden är uppförd under andra hälften av 1700-talet, och har förändrats mycket lite sedan dess. Gården som dragits in till kronan i samband med reduktionen men fortsatte att brukas av släkten Ribbing, Johan Ribbings döttrar innehade gården efter hans död. Eka skattköptes 1760 av Hedwig Ribbing, och ärvdes då hon avled 1761 av brorsbarnen Charlotta och Sophia Ribbing. Sophia Ribbing gifte sig med Axel Johan Kurck på Hedensö men bodde som änka här och avled på Eka 1780. Även systern Charlotta avled här på Eka 1778. 1795 såldes Eka av Bengt Ribbing, och tillhörde därefter släkterna Franc, Elgenstierna och af Wahrenberg.